# Республиканская альтернатива
Республиканская альтернатива (РЕАЛ) (азерб. Respublikaçı Alternativ) — азербайджанская оппозиционная политическая партия. Лидером партии является Ильгар Мамедов. Партия выступает за превращение Азербайджана из суперпрезидентской республики в парламентскую с «более представительной демократией», децентрализацию власти и передачу части полномочий центра регионам. Во внешней политике партия выступает за интеграцию Азербайджана в мировое демократическое сообщество, европейские и евроатлантические структуры.

## История

### Начало движения
Движение «Республиканская альтернатива» основано в январе 2009 года группой молодых оппозиционных политиков. Целью создания организации провозглашено достижение демократических и социальных изменений в Азербайджане. Согласно официальной странице организации, основной причиной создания движения была отмена лимита переизбрания президента, которая была частью пакета реформ, поддержанного президентом Ильхамом Алиевым на конституционном референдуме Азербайджана 18 марта 2009 года. Движение «РЕАЛ» посчитало, что это конституционное изменение повредило республиканские ценности страны, и теперь более высокой целью движения является воссоздание республики.
Постоянным исполнительным органом Республиканского Альтернативного Движения является Совет Директоров. Постоянный орган, разрабатывающий основные документы программы организации и пакеты предложений отдельных областей — Парламент. Высший орган организации — Конгресс.

### Создание партии
24 января 2014 года движение «РЕАЛ» заявило о своём намерении превратиться в политическую партию
В период с осени 2017 года — весны 2018 года «РЕАЛ» предпринимал неоднократные попытки организовать учредительный съезд, однако, муниципальные и коммерческие организации постоянно отказывали в предоставлении помещения для этого.
Противодействие официальной власти вынуждает партию на активность в интернет пространстве и попытку проведения своих съездов в социальных сетях. В итоге, в начале апреля 2018 года «Республиканская альтернатива» объявляет о первом в Азербайджане полувиртуальном съезде. Со 2 по 6 апреля члены инициативной группы Эркин Гадирли, Азер Гасымлы, Натиг Джафарлы, Расул Джафаров и другие участники, выходят в прямой эфир, транслируясь в группе социальной сети Facebook, созданной для членов движения. 7 апреля 2018 года в той же группе проходят открытые голосования в режиме онлайн, в ходе которых утверждается программа и устав партии, члены избирательной комиссии, а также атрибуты партии (эмблема и гимн).
8 апреля 2018 года в главном офисе «РЕАЛ» проходят тайные голосования, избираются председатель партии, члены верховного совета и члены ревизионной комиссии. Председателем партии «Республиканская Альтернатива» большинством голосов избирается Ильгар Эльдар оглы Мамедов.
31 августа 2020 года, около 6 лет спустя партия была официально зарегистрирована Министерством юстиции Азербайджана. Свидетельство о регистрации было вручено председателю партии Ильгару Мамедову замминистра юстиции Тогрулом Мусаевым.

## Президентские выборы 2013 года
Глава движения Ильгар Мамедов был арестован до президентских выборов в 2013 году, на которых он выдвинул свою кандидатуру, и находился в тюрьме до августа 2018 года. 13 августа был освобождён условно, решением шекинского апелляционного суда.

## Партийная символика
На партийной эмблеме изображены три скрещенные стрелы в белом квадрате на фоне красного полотна. В точке пересечения стрел их пересекает белая полукруглая линия. Согласно официальному сайту партии, три стрелы изображённые на их эмблеме, отражают три основные цели партии. Первая стрела символизирует Республику базирующуюся на секулярных идеях и главенстве закона. Вторая стрела означает "Процветание", стремление партии добиться высокого уровня жизни за счёт развития рыночной экономики. Третья стрела отображает "Прогресс" в виде технологического развития в рамках демократического общества.
Квадрат в который помещены стрелы символизирует волю народу в рамках конституции. Полукруг пересекающий стрелы символизирует временность власти и её передачу.
Красный цвет полотна означает гражданские права и свободы.

## Активность и инициативы
28 мая 2018 года члены партии РЕАЛ и активисты гражданского общества в Азербайджане организовали шествие начиная от улицы Истиглалиййат и заканчивая на улице М.Э. Расулзаде в честь столетия создания Азербайджанской Демократической Республики. В шествии поднимались плакаты с изображениями основателей АДР. Изначально была идея закончить шествие в Бакинском Национальном Парке, но встретив преграду полиции закончили мероприятие на улице М.Э. Расулзаде. На следующий день после мероприятия (29 мая 2018 года) был арестован на 30 суток один из организаторов и лидер шествия Азер Гасымлы.
20 ноября 2018 года партия РЕАЛ начинает кампанию "40 min" по сбору 40 тысяч гражданских подписей, согласно 96-й статье конституции, для предоставления в Милли Меджлис (парламент Азербайджана) законопроектов об образовании, о выборной должности мэра города Баку и о возмещении ущерба, нанесённого девальвацией, гражданам и банкам. В рамках кампании был запущен официальный сайт. Сбор подписей проходил как в офисе партии РЕАЛ, так и во всех регионах Азербайджана. 10 марта 2019-го года кампания официально завершилась и собранные подписи были предоставлены в Милли Меджлис. Согласно 96-й статье конституции, Милли Меджлис обязан ответить на такую инициативу в течение 2 месяцев. Но официального ответа за этот срок не поступило.